# Kerstin Lidén
Kerstin Lidén, född 1960, är en svensk professor i arkeolog, vars forskning är inriktad mot laborativ analys, främst benkemi. 
Lidén doktorerade 1995 vid Stockholms universitet och sedan 2004 förestår hon Arkeologiska forskningslaboratoriet och innehar där professuren i arkeologi med laborativ analys.
Lidén har bland annat arbetat med material från Öland, Gotland och Mälardalen. Dietanalyser, dietmönster och släktskap har generellt varit i fokus för hennes forskning.
Sedan 9 april 2008 är Lidén ledamot av Kungliga Vetenskapsakademien, invald i dess klass för humaniora.

## Publikationer i urval
- 1995 - Prehistoric diet transitions : an archaeological perspective Theses and papers in scientific archaeology. Stockholm
- 2006 -  Naturvetenskap i Fornvännen. Fornvännen 101. Stockholm